# 心率
心率（heart rate，HR）即心搏频率，是单位时间内心脏搏动的次数；一般指每分钟的心跳次数。心率是描述心动周期快慢的指标，精确地定义是心室率（ventricular rate）或室率，因为心室是主要形成有效心搏量血流搏动的泵。
心房率（atrial rate）或房率，只能由监护仪或电生理检查测得。在正常生理下，房率等于室率。当心脏传导系统异常或器质性疾病，可能导致心房或心室各自发放电冲动，此时房率与室率不同。
脉率（pulse rate，PR）即脉搏频率，是单位时间内动脉搏动的次数。在正常情况下，心率应与脉率相同；但在病态下，每次的心脏收缩不一定能每次都产生可触摸到的动脉搏动，因此脉率可能不等于心率。
正常成年人安静时的心率（静息心率）有显著的个体差异，约在60至100次 /分（bpm）之间。運動時心跳會加速，心肺功能較好的運動員會比正常人的心跳要慢。

## 调节机制
心率受自主神经的控制，交感神经活动增强时，心率增快；迷走神经活动增强时，心率减慢。影响心率的体液因素主要有循环血液中的肾上腺素和去甲肾上腺素，以及甲状腺素。此外，心率受体温的影响，体温升高1℃，心率将增加12～18次。

## 參看
- 脉搏
- 心电图
- 心脏衰竭

## 外部連結
- Online Heart Beats Per Minute Calculator （页面存档备份，存于） Tap along with your heart rate
- An application (open-source) for contactless real time heart rate measurements by means of an ordinary web cam （页面存档备份，存于）